# (98494) Marsupilami
(98494) Marsupilami ist ein Asteroid des inneren Hauptgürtels, der vom französischen Informatiker und Amateurastronomen Jean-Claude Merlin am 27. Oktober 2000 an der Sternwarte in Le Creusot, Département Saône-et-Loire, (IAU-Code 504) entdeckt wurde.
Der mittlere Durchmesser des Asteroiden wird auf knapp über drei Kilometer geschätzt.
(98494) Marsupilami gehört zur Nysa-Gruppe, einer nach (44) Nysa benannten Gruppe von Asteroiden (auch Hertha-Familie genannt, nach (135) Hertha).
(98494) Marsupilami wurde am 19. September 2005 auf Vorschlag von Jean-Claude Merlin nach dem Marsupilami benannt, einer von André Franquin erdachten und gezeichneten Comicfigur. Nach Franquin wurde 2017 ein Asteroid benannt: (293985) Franquin.